# Liang Wenbin
Liang Wenbin (chinesisch 梁文斌, Pinyin Liáng Wénbīn; * 20. November 1993) ist ein chinesischer Eishockeyspieler, der seit 2019 bei Tsen Tou Jilin in der Wysschaja Hockey-Liga spielt.

## Karriere
Liang Wenbin begann seine Karriere als Eishockeyspieler bei der Amateurmannschaft aus Qiqihar, für die er bereits als 15-Jähriger in der chinesischen Liga debütierte und mit der er 2013 chinesischer Meister wurde. 2016 zog es ihn zu China Dragon. Für die damals einzige chinesische Profieishockeymannschaft stand er in der multinationalen Asia League Ice Hockey auf dem Eis. Nachdem das Drachenteam 2017 aufgelöst worden war, kehrte nach Qiqihar zurück. Seit 2019 spielt er bei Tsen Tou Jilin in der Wysschaja Hockey-Liga.

### International
Für China nahm Liang Wenbin im Juniorenbereich an der U18-Weltmeisterschaft der Division II 2012 und der Division III 2013, als er die beste Plus/Minus-Bilanz des Turniers erreichte, sowie der U20-Weltmeisterschaft der Division II 2014 und der Division III 2015 teil.
Mit der Herren-Nationalmannschaft spielte Liang bei den Weltmeisterschaften der Division II 2017 und 2019. Zudem vertrat er seine Farben bei den Winter-Asienspielen 2017.

## Erfolge und Auszeichnungen
- Chinesischer Meister mit der Mannschaft aus Qiqihar
- 2013 Aufstieg in die Division II, Gruppe B, bei der U18-Weltmeisterschaft der Division III, Gruppe A
- 2013 Beste Plus/Minus-Bilanz bei der U18-Weltmeisterschaft der Division III, Gruppe A
- 2015 Aufstieg in die Division II, Gruppe B, bei der U20-Weltmeisterschaft der Division III
- 2017 Aufstieg in die Division II, Gruppe A, bei der Weltmeisterschaft der Division II, Gruppe B

## Asia-League-Statistik
(Stand: Ende der Saison 2016/17)